# F/Rite Air
F/Rite Air is een fictief bedrijf dat op 1 april 2000 op de beleggingswebsite IEX.nl werd aangekondigd. De naam F/Rite Air wordt uitgesproken als 'fried air, oftewel 'gebakken lucht'. Desondanks werd voor een aanzienlijk bedrag aan aandelen besteld.

## De grap
Naar verluidt zou F/Rite Air een in Californië gevestigd biotechnologiebedrijf zijn, dat werkte aan het ioniseren van lucht, hetgeen depressies beter zou bestrijden dan Prozac en opwekkender zou zijn dan Viagra. Bovendien zou het goed zijn voor de weerstand, stressbestendigheid en het concentratievermogen. Het bericht van IEX meldde verder dat Bill Gates en George Soros reeds in het bedrijf hadden geïnvesteerd en de grote farmaceut Pfizer mogelijk in het geheim achter de ontwikkeling zou zitten. Het bericht meldde ook dat piloten van het Israëlisch leger de geïoniseerde lucht al tot zich namen bij luchtoperaties. IEX meldde ten slotte dat men erin was geslaagd een blok van een miljoen aandelen voor haar leden te reserveren. De aandelen zouden voor $16 tot $18 van de hand gaan, maar volgens analisten de eerste dag mogelijk al naar $80 stijgen.
Volgens opstellers Raymond Spanjar en Michael Kraland lag de 1 aprilgrap er hiermee duimendik bovenop. Niettemin werd binnen enkele uren voor ruim 15 miljoen gulden aan effecten besteld, een bedrag dat later nog opliep naar 20 miljoen. Van de eerste 430 inschrijvers had er niet één de moeite genomen het prospectus op te vragen.
Later die dag maakte IEX bekend dat het om een grap ging. Toch bleven er gedurende enige dagen nog bestellingen binnenkomen.

## Analyse
Het was duidelijk dat beleggers zich tijdens de internetzeepbel makkelijk bij de neus lieten nemen. De grap was des te opmerkelijker omdat het amper twee weken na de dramatische beursgang van World Online was.
Ravi Kumar, die inmiddels plaatsvervangend CEO van Infosys is, zag een groter verband met toentertijd toenemende belangstelling voor financieel nieuws en voor beleggen in het bijzonder. Deze belangstelling zou mede gevoed zijn door media-aandacht voor de nieuwe economie. Volgens deze auteur trok F/Rite Air de denkbeelden van financiële deskundigen en hun jargon tot in het absurde. Desondanks won de hebzucht het bij vele investeerders van het gezond verstand.